# Bolboschoenus capensis
Bolboschoenus capensis är en halvgräsart som först beskrevs av Nicolaas Laurens Nicolaus Laurent Burman, och fick sitt nu gällande namn av Josef Holub. Bolboschoenus capensis ingår i släktet Bolboschoenus och familjen halvgräs. Inga underarter finns listade i Catalogue of Life.